# Monastero di Santa Maria a Rosano
Il monastero di Santa Maria a Rosano si trova a Rosano nel comune di Rignano sull'Arno, in provincia di Firenze, all'interno del territorio della Diocesi di Fiesole.
È un'abbazia femminile dell'Ordine di San Benedetto; conta circa 50 monache. L'Ufficio divino è celebrato in canto gregoriano, e in latino. Il monastero ha più volte ospitato Papa Benedetto XVI quando era ancora Cardinale.

## Storia e descrizione

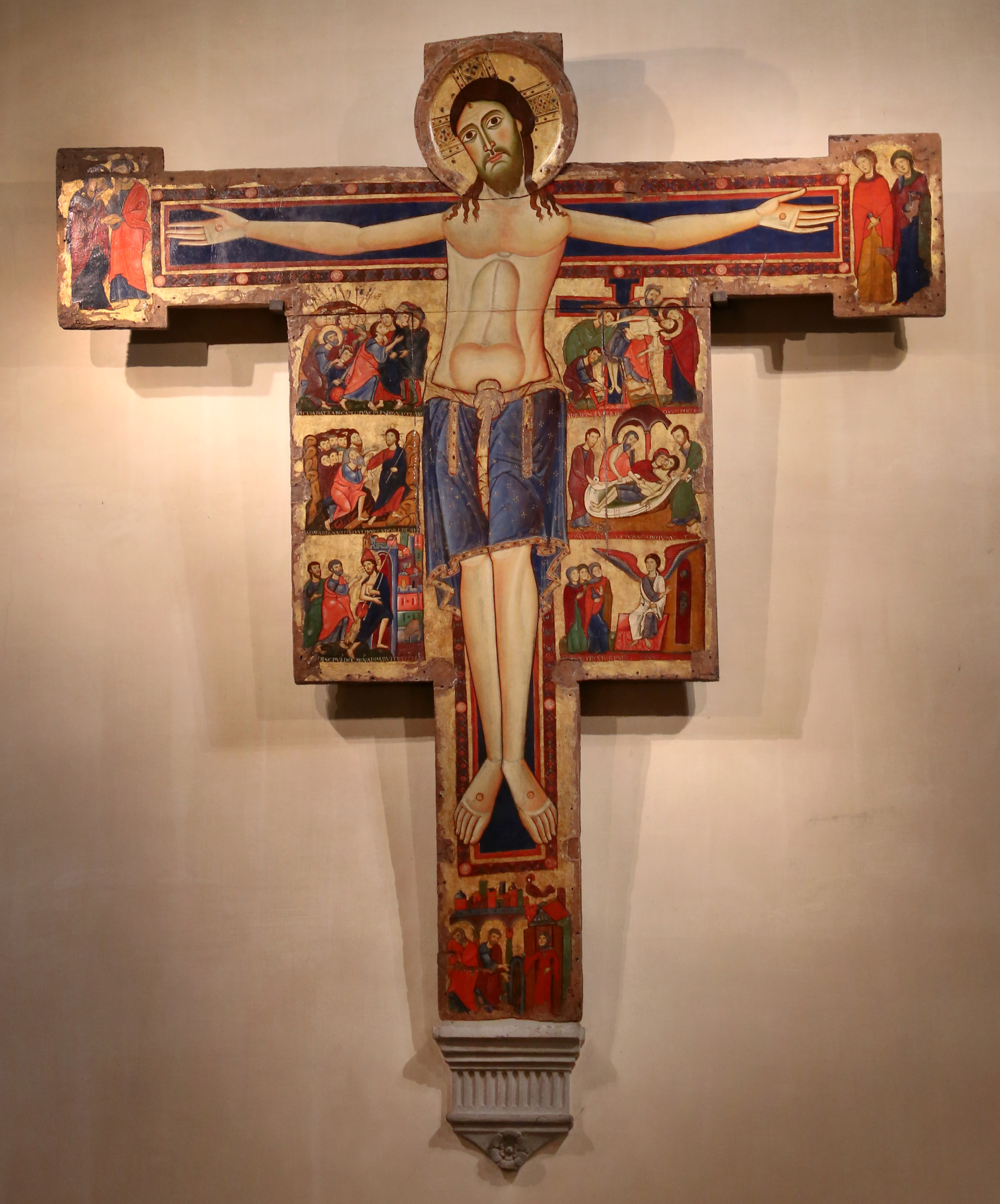
Maestro di Rosano, Croce con storie della Passione

Il monastero si vuole fondato nell'anno 780, come si legge nell'iscrizione cinquecentesca incisa sull'architrave del portale della chiesa, che recita: “ANNO DOMINI DCCLXXX EDIFICATUM FUIT". La datazione è oggi comunemente accettata, anche se le prime notizie certe provenienti da documenti risalgono solo all'inizio del secolo XI. In questo secolo, nel 1040, il Monastero diventa un bene allodiale dei Conti Guidi ed alla fine di esso, nel 1099, vi fu eletta badessa Berta, figlio del Conte Guido che elargì generose donazioni all'Abbazia. Con esse la religiosa iniziò i lavori per una più grande chiesa, che fu consacrata il 25 marzo 1130, un anno dopo la morte della badessa. Nel 1143 il Monastero fu distrutto dai fiorentini nella guerra contro i Conti Guidi, che persero il patronato definitivamente nel 1204, e fu prontamente ricostruito.
Proprio il patronato feudale mostra come la chiesa abbaziale mostri maggiore accuratezza e ricercatezza rispetto a molte chiese plebane romaniche della zona, e sebbene sia stata restaurata più volte, conserva le strutture della chiesa del XII secolo. La semplice facciata romanica aperta da un piccolo oculo e dal portale rinascimentale, si mostra in un piccolo cortile, affiancata dalla torre campanaria, a cinque ordini di aperture, che si richiama a tipologie lombarde, ma con una qualità costruttiva superiore a quella di altri campanili coevi della zona.
L'interno è articolato in tre navate scandite da pilastri quadrilateri, concluse, in origine, da un'abside semicircolare, come in molte pievi del Valdarno superiore e del Casentino, sorte attorno al Pratomagno. Ma ciò che la distingue è la presenza della cripta, con conseguente presbiterio rialzato, divisa in cinque navatelle da colonnette di pietra serena che sostengono capitelli di notevole pregio plastico per il contado, struttura che si presenta simile a quella di San Miniato al Monte. Richiama quell'Abbazia cittadina con tutta evidenza anche l'altare, decorato con fiorentinissimi intarsi in marmo bianco e verde. 
La chiesa fu ristrutturata sotto l'abbaziato di Dianora da Filicaia a partire dal 1502, periodo al quale risale l'elegante presbiterio rinascimentale ed il chiostro, l’imponente refettorio, la vasta cucina dalla cappa slanciata, il pozzo a gradini di pietra e le grandi sale del piano terreno, le uniche architetture di questo stile nel territorio rignanese. A partire dal 1696 la chiesa fu modernizzata con l'apertura di una finestra rettangolare in facciata, l'aggiunta di una volta a stuoia e con stucchi, tutti rimossi nei 'restauri' moderni del 1965. Altri lavori, nel XVIII secolo, interessarono soprattutto il Monastero. 
Fra le opere conservate, spicca la rara e magnifica Croce dipinta con storie della Passione del Maestro di Rosano, risalente alla prima metà del XII secolo, restaurata dall'Opificio delle Pietre Dure nel 2006 praticamente per la prima volta, conservando quindi la vernice originale su tutta la superficie pittorica. In occasione del restauro si scoprì anche una cavità sul retro della Croce ospitante una reliquia, un frammento di osso e una piccola Croce in pietra, del tipo di quelle che i crociati riportavano dalla Terrasanta. Considerando la cronologia dell'opera, il crociato che portò la piccola croce potrebbe essere Guido Guerra dei conti Guidi, padre di quella Sofia (poi diventata badessa) monacatasi nel 1130, anno che coincide con la consacrazione della nuova chiesa e con una generosa donazione della grande famiglia.
Si trova in chiesa anche un'Annunciazione di Jacopo di Cione (1365 circa) e la raffinata Annunciazione con i santi Lorenzo, Benedetto, Giovan Battista e Nicola di Giovanni da Ponte (1434) commissionata da Caterina di Guido da Castiglionchio che aveva già dotato la chiesa del bel fonte battesimale del 1430.